# Bidarray
Bidarray is een gemeente in het Franse departement Pyrénées-Atlantiques (regio Nouvelle-Aquitaine) en telt 645 inwoners (1999). De plaats maakt deel uit van het arrondissement Bayonne.

## Geografie
De oppervlakte van Bidarray bedraagt 39,0 km², de bevolkingsdichtheid is 16,5 inwoners per km².

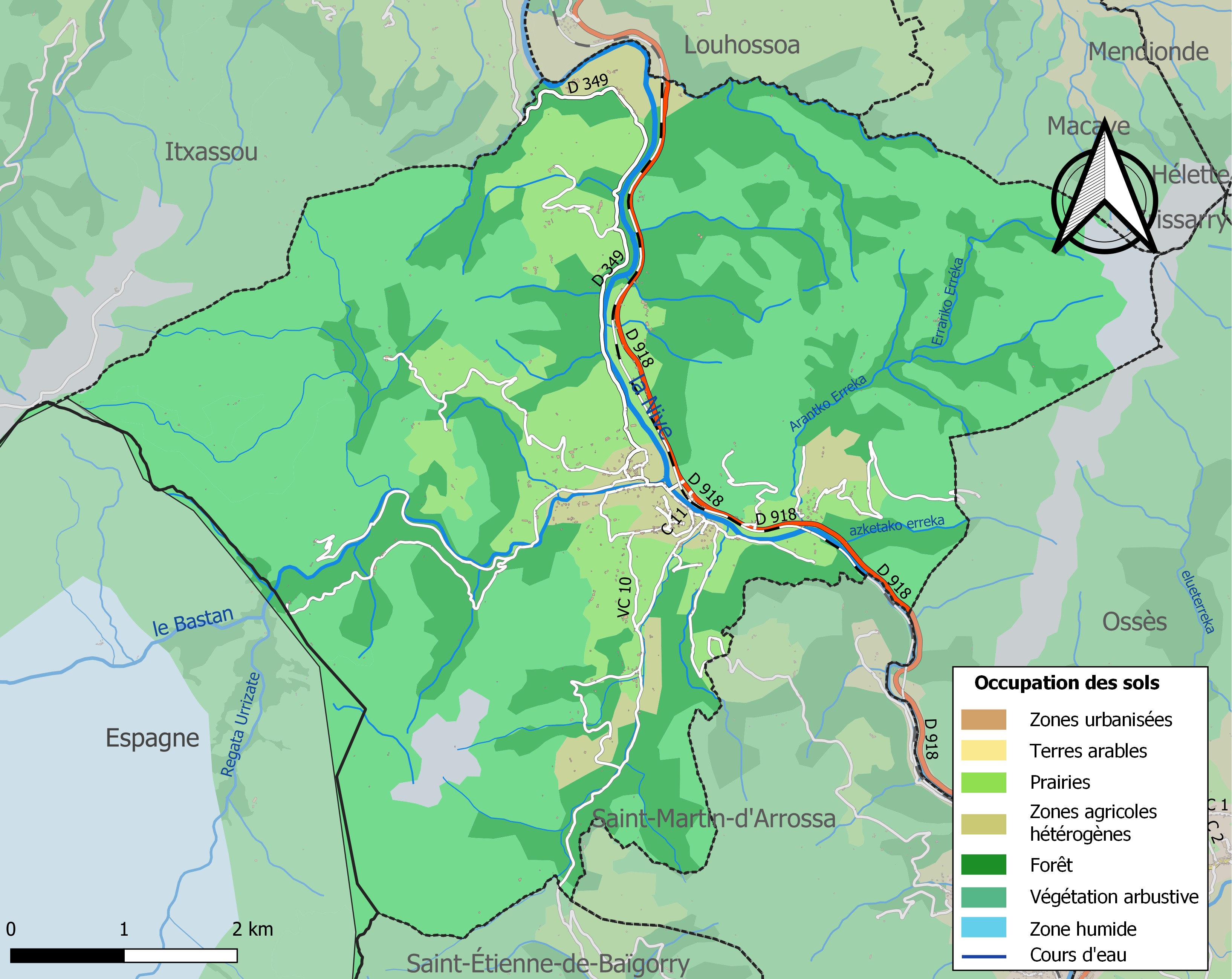
Kaart van de gemeente met de belangrijkste infrastructuur, bodemgebruik en omliggende gemeenten

## Verkeer en vervoer
In de gemeente ligt spoorwegstation Bidarray-Pont-Noblia.

## Demografie
Onderstaande figuur toont het verloop van het inwonertal (bron: INSEE-tellingen).